# Jongīyeh
Jongīyeh är en ort i Iran.   Den ligger i provinsen Khuzestan, i den centrala delen av landet, 600 km sydväst om huvudstaden Teheran. Jongīyeh ligger 16 meter över havet och antalet invånare är 4 183.
Terrängen runt Jongīyeh är mycket platt. Runt Jongīyeh är det ganska tätbefolkat, med 144 invånare per kvadratkilometer. Närmaste större samhälle är Ahvaz, 9,5 km nordost om Jongīyeh. Omgivningarna runt Jongīyeh är i huvudsak ett öppet busklandskap.